# 노아 윌리엄스 (다이빙 선수)
노아 올리버 윌리엄스(영어: Noah Oliver Williams, 2000년 5월 15일~)는 잉글랜드의 다이빙 선수이다. 2024년 하계 올림픽 남자 10m 플랫폼에서 동메달을 획득하여 해당 종목에서 메달을 획득한 3번째 영국 선수가 되었다. 또한 10m 싱크로에서 은메달을 획득했으며 세계 선수권 대회에서 은메달 2개를 획득했다. 이 밖에 유럽 선수권 대회에서 은메달 4개, 동메달 3개를 획득했고 코먼웰스 게임에서 금메달 2개, 은메달 1개를 획득했다.

## 경력
윌리엄스는 2000년 런던의 마을인 혹스턴에서 태어났다. 9살 때 다이빙을 시작했으며 2011년에 영국 내 다이빙 대회에 출전하기 시작했다.
2017년에 영국 국가대표로 발탁되었으며 그 해 4월 캐나다 몬트리올에서 열린 다이빙 그랑프리 대회에 참가했다. 그는 10m 플랫폼 종목에 출전하여 4위에 올랐다. 7월에는 우크라이나 키이우에서 열린 2017년 유럽 선수권 대회에 참가했고 매슈 딕슨과 함께 10m 싱크로 종목에서 동메달을 획득했다.